# Godshill (Hampshire)
Pour les articles homonymes, voir Godshill.
Godshill est un village et une paroisse civile du  New Forest, dans le Hampshire, en Angleterre. Il est situé à environ 2,5 km à l'est de la ville de Fordingbridge.

## Vue d'ensemble

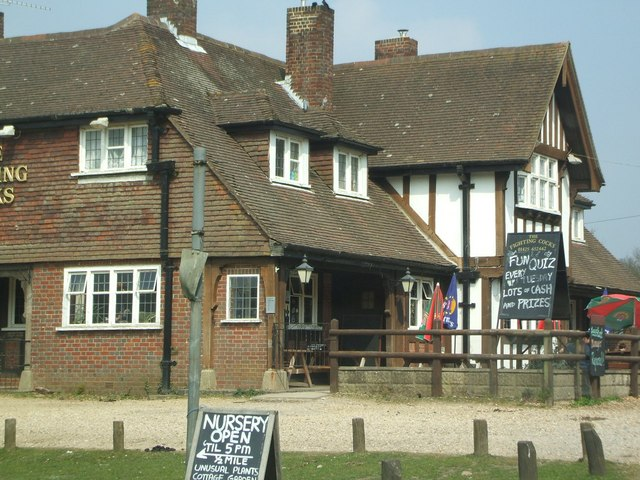
The Fighting Cocks.

Godshill est un petit village dispersé de part et d'autre de la route B3078, à l'est de Fordingbridge.
La population atteint 436 habitants en 2011.
Les constructions du village datent généralement des XVIIIe et XIXe siècles, des cottages avec chaume et ardoises, mélangés en toiture. 
Le pub est connu sous le nom de « The Fighting Cocks » car on y a autrefois organisé des combats de coqs. Le terrain de cricket du village où évolue le Godshill Cricket Club est à 800 m à l'est du village de Godshill, entouré des ajoncs et de la bruyère de la New Forest.
Godshill abrite également le Sandy Balls, un parc de vacances.

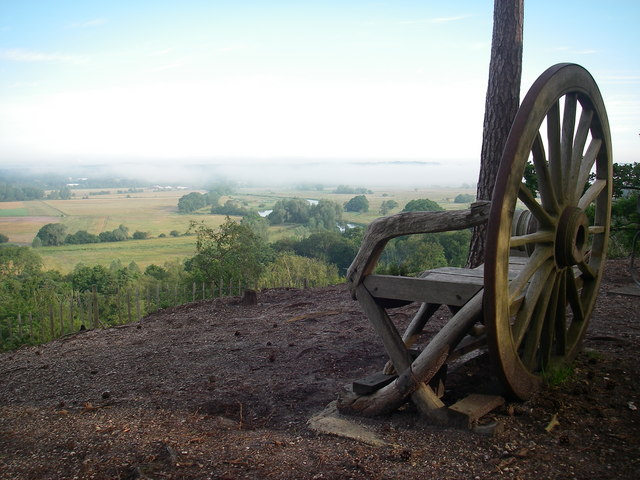
Vue sur la vallée de l'Avon.

## Histoire
Les gens ont vécu dans la région de Godshill depuis la préhistoire. Sur Cockley Hill, à l’est de Godshill, une fosse de terre, utilisée pour faire bouillir de l’eau, a été découverte, datant d'environ 3 000 ans, de l’âge du bronze. 

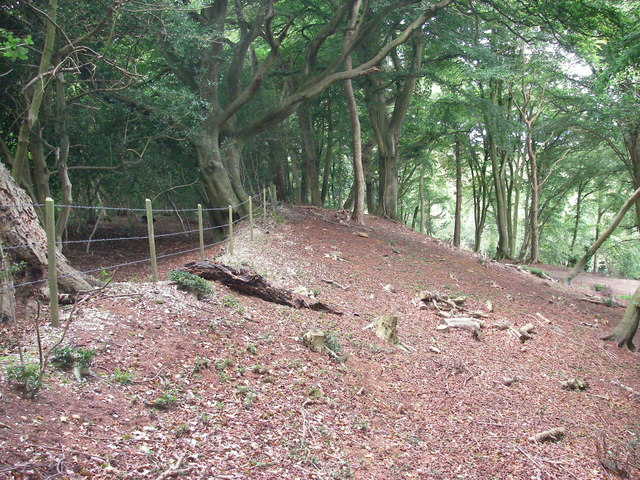
Frankenbury camp.

À 0,8 km à l'ouest du village se trouve un site datant de l'âge du fer, le fort de Frankenbury Camp.
La rive est de la rivière Avon, à Armsley, au nord-ouest de la paroisse, a fourni des artéfacts de l'âge du fer. Quatre pièces de monnaie de la tribu des Durotriges ont été trouvées en 1959, ainsi qu’une fibule. Des fouilles ont également permis de découvrir des poteries émaillées datant des Ier – IIe siècles, preuves de la maîtrise du travail des métaux.
Godshill n'est pas mentionné dans le Domesday Book. Un site de New Forest répertorié sous le nom de « Godesmanescamp » a été identifié à tort par les archéologues comme Godshill et, par conséquent, le nom « Godesmanescamp » est apparu par erreur sur certaines cartes de l'Ordnance Survey pour Frankenbury Camp.
À 1,6 km au nord-ouest de Godshill, (bien que dans la paroisse de Woodgreen) se trouve Castle Hill qui serait la seule trace de fortification réalisée par des Normands dans la New Forest.
En 1571, Henry Earl of Arundel, John Lord Lumley et Joan sa femme, fille aînée du comte, vendirent le manoir de Godshill à un certain Reginald Howse.
Quelques années plus tard, Robert Howse, qui semble avoir été le fils de Reginald, le vendit à William Dodington. À partir de ce moment, il est possédé par les propriétaires de Breamore.
Historiquement, le village de Godshill versait une dîme à la paroisse de Fordingbridge. La population du village, au milieu du XIXe siècle, était d'environ 100 habitants, bien que les chiffres du recensement au XIXe siècle soient quelque peu variables, car Godshill Wood était souvent utilisé comme camp de nomades. On raconte même que les femmes tsiganes avaient l'habitude de se rendre seules sous un houx, dans un endroit abrité le long de Godshill Ridge, pour y accoucher.
En 1868 a été créée une nouvelle paroisse civile appelée Ashley Walk qui a incorporé une grande partie de ce qui est maintenant la moitié est des paroisses actuelles de Godshill et Hyde. La paroisse d'Ashley Walk ne comprend pas le village de Godshill lui-même qui est resté une partie de Fordingbridge. La paroisse civile d'Ashley Walk a existé jusqu'en 1932.
À l'ouest du village se trouve le domaine connu sous le nom de Sandy Balls qui est maintenant un parc de vacances appartenant à la famille Wesklake. Avant la Seconde Guerre mondiale, Sandy Balls était le quartier général du mouvement « de type scout » connu sous le nom d'Order of Woodcraft Chivalry.